# Wilhelm Raimund Beyer
Wilhelm Raimund Beyer (* 2. Mai 1902 in Nürnberg; † 6. Oktober 1990) war ein deutscher Jurist, Rechtsphilosoph, Hegel-Forscher und Gründer der Internationalen Hegel-Gesellschaft.

## Leben
Beyer wurde am 2. Mai 1902 in Nürnberg als Sohn eines Rechtsanwalts geboren. Durch seinen Besuch des humanistischen  Melanchthon-Gymnasiums Nürnberg, das Hegel 1808–1816 als Rektor geleitet hatte, erhielt er früh seine Bindung an Hegel.
Er studierte in Erlangen und Rostock und wurde 1924 in Erlangen mit einer Arbeit über den Entwicklungsgedanken im Wechsel- und Scheckrecht promoviert. 1928 folgte das Assessorexamen in München.
Nach Kriegsende stand er mit Joseph E. Drexel in Verbindung und wurde für die von ihm gegründete   Verlagsgruppe „Nürnberger Presse“ als Chefjustiziar tätig. Er veröffentlichte eine Reihe von rechtsphilosophischen Aufsätzen, war von starker Kritik am Nationalsozialismus geprägt, fühlte sich dem Marxismus-Leninismus verbunden und forderte in diesen Jahren des Kalten Krieges die Einhaltung der Menschenrechte, auch und besonders im Westen. 1953 gründete er die Internationale Hegel-Gesellschaft. Bis 1982 war Beyer ihr Vorsitzender und führte sie über mehrere Jahrzehnte zu großer internationaler Resonanz. Von 1982 bis zu seinem Tod 1990 war er Ehrenvorsitzender der Gesellschaft.
1974 verweigerte er Jürgen Habermas die Teilnahme an dem in Moskau stattfindenden Hegel-Kongress an der Lomonossow-Universität.
Er lebte zuletzt in Nürnberg, Berlin (Ost) und Salzburg. Sein Nachlass wird im Bundesarchiv in Koblenz verwahrt. Im Juli 2002, als Wilhelm Raimund Beyer hundert Jahre alt geworden wäre, wurde zu seinem ehrenden Andenken vom Centro di Studi Filosofici S. Abbondio ein internationales Symposium über Rechtsphilosophie durchgeführt.

## Schriften
- Rechtsphilosophische Besinnung. Eine Warnung vor der ewigen Wiederkehr des Naturrechts. Verlag C. F. Müller, Karlsruhe 1947.
- Hegel-Bilder. Kritik der Hegel-Deutungen, 2. Aufl. 1967.
- Die Sünden der Frankfurter Schule. Ein Beitrag zur Kritik der Kritischen Theorie. Berlin: Akademie Verlag, 1971, 165 S.
- Zwischen Phänomenologie und Logik, Pahl-Rugenstein 1974.
- Systemtheorie im Griff des Marxismus, Hain 1976.
- Denken und Bedenken. Hegel-Aufsätze (hg. von Manfred Buhr), Berlin: Akademie-Verlag, 1977.
- Der alte Politikus Hegel, 1982.
- Hegel. Der Triumph des neuen Rechts, Vsa Verlag 1983.
- Gegenwartsbezüge Hegelscher Themen. Mit unbekannten Hegel-Texten zur Farbenlehre, Bodenheim: Athenaeum Verlag 1985.
- Materialismus, Wissenschaft und Weltanschauung im Fortschritt, hrsg. gem. mit: Helmut Arnaszus, Kurt Bayertz, Hans Jörg    Sandkühler, Pahl-Rugenstein 1985.
- Rückkehr unerwünscht. Joseph Drexels „Reise nach Mauthausen“ und der Widerstandskreis Ernst Niekisch. Hrsg.: Wilhelm Raimund Beyer. Stuttgart: Deutsche Verlags-Anstalt, 1978, 331 S., ISBN 3-421-01846-4 (Ein literarisches Dokument des Unmenschlichen)
- Stalingrad. Unten, wo das Leben konkret war, Bodenheim: Athenaeum Verlag 1987.
- Freibeuter in hegelschen Gefilden, Frankfurt: Vervuert 1988.
- Manfred Buhr / Joseph E. Drexel / Werner Jakusch (Hrsg.): Wilhelm Raimund Beyer. Eine Bibliographie. Mit einem Anhang: W. R. Beyer „Aus der Geschichte der Internationalen Hegel-Gesellschaft“. 2. Auflage. Wien-München-Zürich, Europaverlag 1967, 1972, 78 S.; 3., ergänzte u. erneut erweiterte Auflage, 1982, 136 S., ISBN 3-203-50793-5.